# Eleições parlamentares em Essuatíni em 2008
As eleições parlamentares em Essuatíni foram realizadas em 19 de setembro de 2008.
As eleições ocorreram para escolher 55 dos 65 membros da Assembléia Nacional, onde partidos políticos não puderam participar do pleito e, com isso todos os candidatos se apresentaram como independentes.